# Emilio Uranga
Emilio Uranga (Ciudad de México, 25 de agosto de 1921-Ciudad de México, 31 de octubre de 1988), fue un filósofo mexicano que desarrolló los campos de reflexión acerca de la experiencia filosófica y de la realidad en que se sustenta. Estaba muy influido por la escuela filosófica de José Gaos.

## Biografía
Nació en la Ciudad de México el 25 de agosto de 1921 (hay algunas fuentes que señalan como año de nacimiento 1924). Su formación básica la realizó en la escuela de los Hermanos de las Escuelas Cristianas accediendo a la Universidad Nacional Autónoma de México en 1941 para cursar la carrera de Medicina que abandonaría tres años después pasando a estudiar la de Filosofía, donde coincidió con Horst Matthai Quelle.
En 1946, una vez finalizados los estudios, emprendió la tarea docente en la propia Universidad Nacional como catedrático. En ese tiempo ya tenía contactos con la escuela de filosofía de José Gaos y entre 1947 y 1948 estuvo integrado en el Grupo Hiperión junto con los filósofos Ricardo Guerra, Jorge Portilla, Salvador Reyes Nevares, Joaquín Sánchez Macgregor, Fausto Vega, Luis Villoro y Leopoldo Zea dirigidos por Gaos.
Estudió en las universidades alemanas de Friburgo, Tubinga, Colonia y Hamburgo y en la francesa de París mediante becas otorgadas por los gobiernos de esos países. Durante su estancia en Europa conoció y trató a relevantes humanistas como Albert Camus, Eugen Fink, Martin Heidegger, Georg Lukács, Maurice Merleau-Ponty y Jean-Paul Sartre que influyeron en su educación filosófica. Antes de su partida a Europa obtuvo el doctorado en filosofía.
La formación filosófica de Emilio Uranga está dividida en dos etapas diferenciadas. La primera de ellas se desarrolló bajo las influencias de Edmund Husserl, Heidegger, Sartre y Luckács. Mientras que la segunda tiene influencias de Bertrand Russell y Ludwig Wittgenstein.
Su literatura está influenciada por Borges, Jaime Torres Bodet y Alfonso Reyes, quienes fueron sus autores preferidos y más leídos.
Entre los diferentes cargos que desempezó figuran el de miembro de El Colegio de México, desde 1951 y la representación de la UNAM en los congresos de filosofía de La Habana (Cuba) y Lima (Perú).
De 1958 a 1982, fue uno de los ideólogos del Partido Revolucionario Institucional (PRI).
Murió el 31 de octubre de 1988, a la edad de 67 años, en la misma ciudad en la que había nacido.

## Fondo documental Emilio Uranga
En la Biblioteca del Instituto de Investigaciones Filosóficas de la UNAM, se puede consultar el fondo documental que en su momento fue el archivo personal de Emilio Uranga.

## Sus obras
Como redactor periodístico colaboró en varios periódicos como Cuadernos Americanos, Filosofía y Letras y México en la Cultura, entre otros.
Dio muchas conferencias pero entre todas ellas destacan por su importancia y contenido El último existencialismo de Albert Camus y Nostalgia de Shakespeare.
Realizó traducciones de las obras de Lukács, Dilthey, Schlegel y Merleau-Ponty para el Fondo de Cultura Económica (FCE).
Entre sus obras destacan: 
- Ensayo de una ontología del mexicano (1949).
- In memóriam Joaquín Xirau (1951).
- Análisis del ser mexicano (1952).
- Kant y Santo Tomás (sobre el problema de la verdad) (1954).
- Goethe y los filósofos, (1956).
- Invitación al romanticismo alemán (1957).
- Historia de la pequeña Meretlain (1958).
- Introducción a la lectura de Jorge Lukács (1958).
- A la sombra de Hegel (1958).
- La nostalgia de Shakespeare (reflexiones sobre el destino del teatro alemán) (1959).
- El pensamiento filosófico (1962).
- El Dr. Juan de Cárdenas (1563-1609): su vida y su obra (1964).
- Juan de Cárdenas: sus amigos y sus enemigos (1967).
- Astucias literarias (1971).
- Mi camino hacia Marx de Gyorgy Lukács (Introducción, traducción y notas; incluye ensayos de Emilio Uranga), (1973).
- Andanzas de la mocedad (1976).
- ¿De quién es la filosofía? (1977), Sobre la lógica de la filosofía como confesión personal.
- El tablero de enfrente I (artículos periodísticos ) (1978).
- El tablero de enfrente II (artículos periodísticos) (1981).

El gobierno del estado de Guanajuato ha realizado una publicación de sus obras y un libro, de Jorge Olmos Fuentes, sobre el filósofo titulado El instante de Emilio Uranga (1990).